# Deniz Gamze Ergüven
Deniz Gamze Ergüven (Ankara, 4 de juny de 1978) és una directora de cinema, guionista i actriu turca. Va saltar a la fama amb la seva pel·lícula Mustang, i va passar a treballar als Estats Units.

## Filmografia
- Font:Pàgina de Deniz a IMDb.

| Any  | Títol                     | Acreditada com... | Acreditada com... | Acreditada com... | Annotacions                                    |
| Any  | Títol                     | Directora         | Guionista         | Actriu            | Annotacions                                    |
| ---- | ------------------------- | ----------------- | ----------------- | ----------------- | ---------------------------------------------- |
| 2006 | Mon trajet préféré        | Sí                | Sí                | No                | Curtmetratge                                   |
| 2006 | Une goutte d'eau          | Sí                | Sí                | Sí                | Curtmetratge                                   |
| 2007 | Chacun son cinéma         | No                | No                | Sí                | Curtmetratge dins una pel·lícula               |
| 2012 | Augustine                 | No                | No                | Sí                |                                                |
| 2012 | The Capsule               | No                | No                | Sí                | Curtmetratge                                   |
| 2015 | Mustang                   | Sí                | Sí                | No                |                                                |
| 2017 | Kings                     | Sí                | Sí                | No                |                                                |
| 2018 | The First                 | Sí                | No                | No                | Sèrie de televisió. Dos episodis: 1x5 i 1x6.   |
| 2019 | The Handmaid's Tale       | Sí                | No                | No                | Sèrie de televisió. Dos episodis: 3x11 i 3x12. |
| 2020 | Perry Mason               | Sí                | No                | No                | Sèrie de televisió. Dos episodis: 1x4 i 1x5.   |
| 2023 | The Last Thing He Told Me | Sí                | No                | No                | Sèrie de televisió. Dos episodis: 1x3 i 1x4.   |